# Ulica Wapienna we Wrocławiu
Ulica Wapienna – ulica położona we Wrocławiu na osiedlu Huby, w dawnej dzielnicy Krzyki. Ma 289 m długości. Jej początek to sięgacz do ulicy Przestrzennej, a koniec to skrzyżowanie z ulicą Kamienną. Ulica przebiega przez obszar wpisany do gminnej ewidencji zabytków pod pozycją Huby i Glinianki, którego historyczny układ urbanistyczny podlega ochronie. Ponadto przy ulicy i w najbliższym otoczeniu znajdują się obiekty wpisane do gminnej ewidencji zabytków. Przed II wojną światową ulica Wapienna biegła od ulicy Glinianej do ulicy Ślicznej, lecz w wyniku nowej zabudowy w okresie powojennym, w układzie przestrzennym nie uwzględniającym przedwojennego przebiegu dróg, ulica ta została skrócona.

## Historia
Obszar osiedla Huby, przez który przebiega ulica Wapienna, został włączony w granice miasta w 1868 r.. W 1901 r. ulica jeszcze nie istniała. Istniała już natomiast w tym czasie ulica św. Jerzego (Georgenstrasse) z zabudową, cmentarzem wsi Huby (Hubener Friedhof), przy którym przebiegała droga na śladzie dzisiejszej Wapiennej, oraz cmentarz parafii Bożego Ciała (St. Corpus Christ.) na południe od ulicy Kamiennej (Kräuterweg) . W 1926 r. ulica istniała już na całej swojej długości od ulicy Glinianej (Lehmgrubenstrasse) do ulicy Ślicznej (Cretiusstrasse), w całości zabudowana zarówno w pierzei wschodniej, jak i zachodniej oraz z wyżej wspomnianymi cmentarzami. Ówcześnie ulica po stronie zachodniej miała numery nieparzyste posesji od numer 1 do 63 (odpowiednio od ulicy Glinianej do nieistniejącej ulicy Busenstrasse numery od 1 do 11, od Busenstrasse do ulicy Przestrzennej numery od 13 do 21, od ulicy Przestrzennej do ulicy Kamiennej numery od 23 do 37 i od ulicy Kamiennej do ulicy Ślicznej za cmentarzem od 57 do 63), a po stronie wschodniej numery parzyste od numeru 2 do 50 (odpowiednio od ulicy Glinianej do nieistniejącej ulicy Busenstrasse numery od 2 do 8, od Busenstrasse do ulicy św. Jerzego numery od 12 do 30 i od ulicy Kamiennej do ulicy Ślicznej za cmentarzem od 36 do 50) . Numeracja ta w zakresie istniejącego odcinka ulicy (numery 13-33 i 16-30) zachowana jest do dziś. U zbiegu ulic Glinianej i Wapiennej zbudowano szkołę, dziś nie istnieje  .
W rejonie osiedla Huby podczas oblężenia Wrocławia w 1945 r. prowadzone były działania wojenne. Front dotarł do ulicy Przestrzennej (Goethego) około 25–26 marca 1945 r. Trwały tu zacięte i bezpardonowe walki niemal o pojedyncze budynki. W wyniku tych działań znaczna część zabudowy uległa zniszczeniu, choć niektórzy autorzy publikacji wskazują, że w tym rejonie miasta bardzo dużo zniszczeń było wynikiem podpaleń dokonanych przez żołnierzy Armii Radzieckiej dokonanych po zdobyciu tego obszaru.
Odbudowę i nową zabudowę w tej części miasta rozpoczęto w latach 50. XX wieku i kontynuowano w latach 60. XX wieku. Część zabudowy ulicy została zachowana dzięki przywróceniu nadających się jeszcze do eksploatacji kamienic do stanu pozwalającego na ich użytkowanie. Z kolei w ramach budowy osiedla mieszkaniowego „Huby”, oprócz typowych bloków wolnostojących budowano także budynki w zabudowie plombowej. Nowa zabudowa zmieniała częściowo układ komunikacyjny osiedla. Przy ulicy Gajowej i Lnianej przecięła ona bieg tej drugiej ulicy, która na tym odcinku, wraz z początkowym odcinkiem ulicy Wapiennej w kierunku północnym, została zlikwidowana. Natomiast na odcinku od ulicy Kamiennej do ulicy Ślicznej, gdzie nie zachowała się żadna zabudowa przedwojenna, zbudowano od podstaw w nowym układzie przestrzennym osiedle mieszkaniowe, likwidując równocześnie południowy odcinek ulicy.

## Nazwa
W swojej historii ulica nosiła następujące nazwy:
- Gallestrasse, do 7.11.1946 r.[4][7][23]
- Wapienna, od 7.11.1946 r.[1][4][24][25].

Niemiecka nazwa ulicy Gallestrasse upamiętniała Johanna Gottfrieda Galle, urodzonego 9.06.1812 r. w Pabsthaus k. Gräfenhainischen, zmarłego 10.06.1910 r. w Poczdamie, astronoma, odkrywcę planety Neptun, profesora na Uniwersytecie Wrocławskim. Współczesna nazwa ulicy – ulica Wapienna – została nadana uchwałą Miejskiej Rady Narodowej Wrocławia z dnia 7.11.1946 r. nr 184 i potwierdzona uchwałą Rady Miejskiej Wrocławia z 16.04.1994 r. nr LXXVIII/526/94.

## Układ drogowy
Ulica Wapienna biegnie od początku jako sięgacz do ulicy Przestrznenej, a kończy się na skrzyżowaniu z ulicą Kamienną. Ulica łączy się z następującymi drogami kołowymi:
| Powiązanie               | kierunek | Droga              | Fotografia | Opis |
| ------------------------ | -------- | ------------------ | ---------- | ---- |
| sięgacz (początek ulicy) | •        | ulica Wapienna     |            |      |
| skrzyżowanie             | ← →      | ulica Przestrzenna |            |      |
| skrzyżowanie             | →        | ul. św. Jerzego    |            |      |
| skrzyżowanie             | ← →      | ulica Kamienna     |            |      |

## Drogi przypisane do ulicy
Do ulicy Wapiennej przypisana jest droga gminna (numer drogi 105722D, numer ewidencyjny drogi G1057220264011), która obejmuje ulicę o długości 289 m. Ulica położona jest na działce ewidencyjnej o powierzchni 5 917 m² (5 918 m²). Nawierzchnia ulicy wykonana jest jako brukowana z kamiennej kostki granitowej, z wyjątkiem krótkiego odcinka przy skrzyżowaniu z ulicą Kamienną gdzie zastosowano masę bitumiczną. Ulica przebiega przez teren położony na wysokości bezwzględnej od 120,6 do 123,3 m n.p.m.. Ulica (podobnie jak powiązane z nią pozostałe ulice z wyjątkiem ulicy Glinianej) położona jest w strefie ograniczenia prędkości do 30 km/h. Wskazana jest w ramach tej strefy dla ruchu rowerowego w powiązaniu z ulicą Przestrzenną i św. Jerzego oraz drogami rowerowymi biegnącymi przy ulicy Kamiennej. Ulicą Wapienną nie przebiegają jakiekolwiek linie komunikacji miejskiej. Natomiast ulicą Kamienną przebiegają linie autobusowe. W pobliżu skrzyżowania na którym kończy się ulica, znajduje się przystanek autobusowy o nazwie "Wapienna" .

## Zabudowa i zagospodarowanie

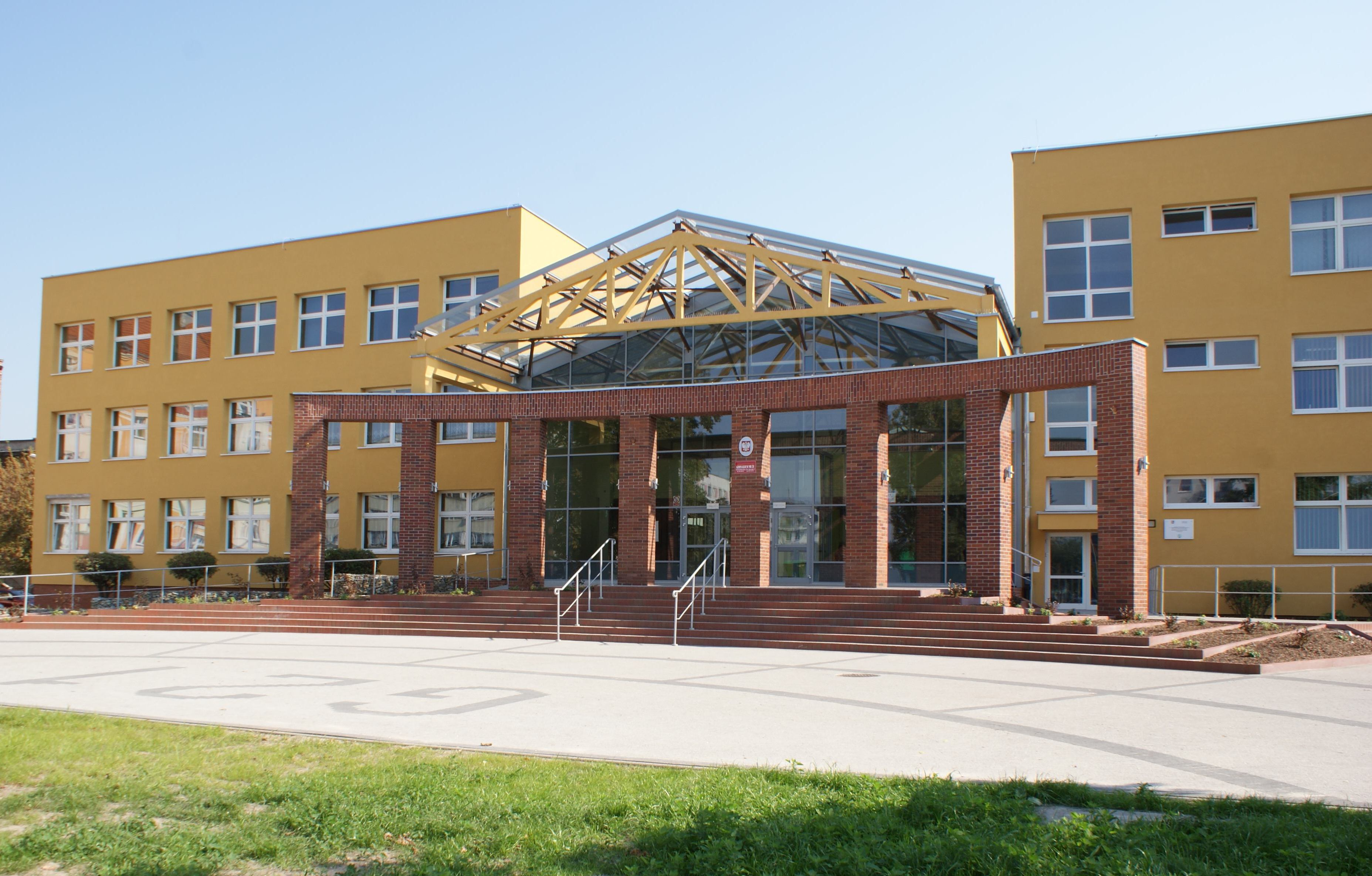
Szkoła od strony ul. Wapiennej

Ulica przebiega przez obszar zabudowy śródmiejskiej. Współczesna ulica Wapienna jest w tym obszarze jedynie ulicą osiedlową. Dla tak ukształtowanej ulicy dominującą funkcją zabudowy jest funkcja mieszkalna położonych tu budynków. Są to kamienice, budynki w uzupełniającej zabudowie plombowej. Znajdujące się tu budynki mają od czterech do sześciu kondygnacji. W rejonie numeru 32, pomiędzy ulicą św. Jerzego a ulicą Kamienną po stronie wschodniej znajduje się teren i zabudowa szkoły. Budynek ten ma trzy kondygnacje nadziemne, powierzchnię zabudowy wynoszącą 3 823 m2, położony jest na terenie o powierzchni 1,7184 ha. Adres szkoły to ul. św. Jerzego 4. Po przeciwnej stronie ulicy pod numerem 35 znajduje się budynek handlowy, jednokondygnacyjny, o powierzchni zabudowy 559 m².

## Punkty adresowe i budynki
Punkty adresowe przy ulicy Wapiennej (wg stanu na 2021 r.):
- strona zachodnia – numery nieparzyste:
  - ulica Wapienna 13[50]: budynek mieszkalny (4 kondygnacje)[51]
  - ulica Wapienna 15[52]: budynek mieszkalny (4 kondygnacje)[51]
  - ulica Wapienna 17[53]: budynek mieszkalny (6 kondygnacji)[54]
  - ulica Wapienna 19[55]: kamienica[6] mieszkalna (5 kondygnacji)[56]
  - ulica Wapienna 21[57]: budynek mieszkalny (6 kondygnacji, ul. Przestrzenna 44, 46)[58]
  - ulica Wapienna 23[59]: kamienica[6] mieszkalna (6 kondygnacji)[60]
  - ulica Wapienna 25[61]: kamienica[6] mieszkalna (6 kondygnacji)[62]
  - ulica Wapienna 27[63]: kamienica[6] mieszkalna (5 kondygnacji)[64]
  - ulica Wapienna 27a[65]: budynek mieszkalny (6 kondygnacji)[66]
  - ulica Wapienna 29[67]: budynek mieszkalny (5 kondygnacji)[68]
  - ulica Wapienna 31[69]: budynek mieszkalny (5 kondygnacji)[70]
  - ulica Wapienna 33[71]: budynek mieszkalny (5 kondygnacji ul. Kamienna 124)[72]
  - ulica Wapienna 35[73]: budynek handlowy (1 kondygnacja)[49][48]
- strona północna – numery parzyste:
  - ulica Wapienna 16[74]: budynek mieszkalny (6 kondygnacji)[75]
  - ulica Wapienna 18[76]: kamienica[6] mieszkalna (5 kondygnacji)[77]
  - ulica Wapienna 20[78]: kamienica[6] mieszkalna (4 kondygnacje)[79]
  - ulica Wapienna 22[80]: kamienica[6] mieszkalna (5 kondygnacji)[81]
  - ulica Wapienna 24[82]: kamienica[6] mieszkalna (5 kondygnacji)[83]
  - ulica Wapienna 26[84]: kamienica[6] mieszkalna (5 kondygnacji)[85]
  - ulica Wapienna 28[86]: kamienica[6] mieszkalna (5 kondygnacji)[87]
  - ulica Wapienna 30[88]: kamienica[6] mieszkalna (5 kondygnacji)[89].

## Demografia
Ulica przebiega przez dwa rejony statystyczne, przy czym prezentowane dane są aktualne na dzień 31.12.2020 r.:
| Rejon statystyczny nr | Liczba osób zameldowanych na pobyt stały | Gęstość zaludnienia [os./km²] | Położenie                                              |
| --------------------- | ---------------------------------------- | ----------------------------- | ------------------------------------------------------ |
| 931730                | 1 086                                    | 25 634                        | sięgacz (do ulicy Przestrzennej), obie strony          |
| 931750                | 957                                      | 12 502                        | od ulicy Przestrzennej do ulicy Kamiennej, obie strony |

## Ochrona i zabytki
Obszar przez który przebiega ulica Wapienna podlega ochronie i jest wpisany do gminnej ewidencji zabytków pod pozycją Huby i Glinianki. W szczególności ochronie podlega historyczny układ urbanistyczny w rejonie ulic Suchej, Hubskiej, Kamiennej i Borowskiej, wraz z Parkiem Andersa i zajezdnią oraz osiedlem w rejonie ulic Paczkowskiej i Nyskiej kształtowany sukcesywnie w latach 60. XIX wieku oraz w XX wieku i po 1945 r. Stan zachowania tego układu ocenia się na dobry.
Przy ulicy i w najbliższym sąsiedztwie znajdują się następujące zabytki wpisane do gminnej ewidencji zabytków:
| Obiekt, położenie                              | Powstanie, rodzaj ochrony                            | Fotografia |
| ---------------------------------------------- | ---------------------------------------------------- | ---------- |
| Kamienica ulica Wapienna 18 (strona wschodnia) | około 1910 r., 2008 r. (remont) rodzaj ochrony: inny |            |
| Kamienica ulica Wapienna 19 (strona zachodnia) | około 1915 r. rodzaj ochrony: inny                   |            |
| Kamienica ulica Wapienna 20 (strona wschodnia) | około 1910 r. rodzaj ochrony: inny                   |            |
| Kamienica ulica Wapienna 22 (strona wschodnia) | około 1915 r. rodzaj ochrony: inny                   |            |
| Kamienica ulica Wapienna 23 (strona zachodnia) | około 1915 r. rodzaj ochrony: inny                   |            |
| Kamienica ulica Wapienna 24 (strona wschodnia) | około 1920 r. rodzaj ochrony: inny                   |            |
| Kamienica ulica Wapienna 25 (strona zachodnia) | około 1915 r. rodzaj ochrony: inny                   |            |
| Kamienica ulica Wapienna 26 (strona wschodnia) | około 1915 r. rodzaj ochrony: inny                   |            |
| Kamienica ulica Wapienna 27 (strona zachodnia) | około 1910 r. rodzaj ochrony: inny                   |            |
| Kamienica ulica Wapienna 28 (strona wschodnia) | około 1915 r., 2007 r. (remont) rodzaj ochrony: inny |            |
| Kamienica ulica Wapienna 30 (strona wschodnia) | około 1915 r., 2008 r. (remont) rodzaj ochrony: inny |            |

## Baza TERYT
Dane Głównego Urzędu Statystycznego z bazy TERYT, spis ulic (ULIC):
- województwo: DOLNOŚLĄSKIE (02)
- powiat: Wrocław (0264)
- gmina/dzielnica/delegatura: Wrocław (0264011) gmina miejska; Wrocław-Krzyki (0264039) delegatura
- Miejscowość podstawowa: Wrocław (0986283) miasto; Wrocław-Krzyki (0986544) delegatura
- kategoria/rodzaj: ulica
- Nazwa ulicy: ul. Wapienna (23624)[116].